# ドイチェ・フースバルマイスターシャフト1912-1913
ドイチェ・フースバルマイスターシャフト 1912-1913 はドイツサッカー協会によって開催された、第11回目のクラブチーム全国大会である。VfBライプツィヒが優勝し、3回目のドイチャー・フースバルマイスターの座に就いた。VfBライプツィヒは、ドイツ王者回数の最多記録保持クラブ、所謂「レコードマイスター」となった。敗れたデュイスブルガーSpVは、西部ドイツサッカー協会所属クラブとして初めて決勝の舞台を経験した。また、今回の本大会出場クラブはすべて過去に出場経験があり、初出場クラブがゼロだったが、これも初めての事である。

## 出場クラブ[2]
各地域協会の王者6クラブと前回王者、計7クラブが出場した。本来あと1クラブいるのだが、北部ドイツサッカー協会王者、アイントラハト・ブラウンシュヴァイクは不参加だった。問題の原因はノルトドイチェ・マイスターシャフトの予選ブロックの一つ、ハンブルク＝アルトナで起こった紛争だった。このブロックの勝者決定を巡り抗議合戦が繰り広げられたため、北部マイスターシャフトは予定通りに終わらず、そのまま北部代表の欠場が決まった。ようやく北部王者が決定したのは、ドイチェ・マイスターシャフト決勝戦の二週間後である。時すでに遅く、今季の北部王者ブラウンシュヴァイクは全国に出られなかったが、一方でホルシュタイン・キールは前回王者枠により出場した。
| クラブ                                   | 出場資格                                                          |
| SVプルシア＝ザムラント・ケーニヒスベルク | バルティッシェ・フースバルマイスターシャフト1912-1913優勝         |
| FCアスカニア・フォアスト                 | ズュートオストドイチェ・フースバルマイスターシャフト1912-1913優勝 |
| ベルリナーTuFCヴィクトリア89             | ベルリナー・フースバルマイスターシャフト1912-1913優勝             |
| VfBライプツィヒ                          | ミッテルドイチェ・フースバルマイスターシャフト1912-1913優勝       |
| FVホルシュタイン・キール                 | 前回王者                                                          |
| デュイスブルガーSpV                      | ヴェストドイチェ・フースバルマイスターシャフト1912-1913優勝       |
| FCシュトゥットガルター・キッカーズ       | ズュートドイチェ・フースバルマイスターシャフト1912-1913優勝       |

## 準々決勝
開催日： 1913年4月13日・20日:

会場：ウニオン=プラッツ (ベルリン=マリエンドルフ)、FFV-Platz Roseggerstraße (フランクフルト・アム・マイン)、Askania-Platz Heidestraße (フォルスト)
| チーム #1                    | スコア | チーム #2                                |
| ---------------------------- | ------ | ---------------------------------------- |
| デュイスブルガーSpV          | 2–1    | シュトゥットガルター・キッカース         |
| VfBライプツィヒ (1893年)     | 5–0    | FCアスカニア・フォアスト                 |
| ベルリナーTuFCヴィクトリア89 | 6–1    | SVプルシア＝ザムラント・ケーニヒスベルク |

ホルシュタイン・キールは不戦勝で準々決勝に進出した。 
ブランデンブルク王者ベルリナー・ヴィクトリアは、北東部王者プルシア＝ザムラント・ケーニヒスベルクと対戦。前半ヴィリ・ヴォアピツキーのゴールで先制し、相手GKブルーノ・ノイマンのオウンゴールで加点。さらに42分エーリヒ・アーント、43分にヴォアピツキーが立て続けに決めて、4-0リードでハーフタイムに入った。後半に入り53分ヴォアピツキーがハットトリックを達成し、5-0に。67分ケーニヒスベルクは漸くクルーガーが一点を返すも、三分後にエーリヒ・アーントが自身二点目を決め、そのまま6-1で終了。ヴィクトリアが大勝した。 
南部王者シュトゥットガルター・キッカーズと西部王者デュイスブルガーSpVの試合は、後者が1－2で勝利した。前半は0－0で折り返し、70分・77分にデュイスブルクはヘルマン・シュタインハウアーの連続得点で2－0とリード。キッカーズはルドルフ・アホールンが84分に一点を返すが、届かなかった。
南東部王者FCアスカニア・フォルストは、中部王者VfBライプツィヒに0-5で大敗した。パウル・ペンプナーが最初の三点と五点目 (85分)を叩き出し、四点目 (79分)を決めたのはヨハネス・フェルカースだった。
前回王者ホルシュタイン・キールは準々決勝で北部王者と対戦予定だったが、北部王者が大会開幕までに決まらなかったので、キールが不戦勝でベスト4に進んだ。

## 準決勝
開催日： 1913年4月27日:

会場：Sportplatz an der Meisenburgstraße (エッセン)、Olympia-Platz an der Marienbrücke (ライプツィヒ)
| チーム #1                | スコア | チーム #2                    |
| ------------------------ | ------ | ---------------------------- |
| デュイスブルガーSpV      | 2–1    | FVホルシュタイン・キール     |
| VfBライプツィヒ (1893年) | 3–1    | ベルリナーTuFCヴィクトリア89 |

デュイスブルガーSpVは、2-1で前回王者ホルシュタイン・キールを撃破。17分にキールのフーゴー・フィックに先制点を許すが、35分にアントン・ボンガーツが振り出しに戻し、60分にハインリヒ・フィッシャーが逆転ゴールを決めた。
VfBライプツィヒは前半22分にハンス・ドルゲ、同26分にゲオルク・リヒターが決めて2-0とリードした。ベルリナー・ヴィクトリアもヘルムート・レプナックのPKで前半のうちに一点差に詰め寄ったが、後半に入り71分にドルゲのこの日二点目で勝負あり、VfBが3-1で勝ってデュイスブルガーとの決勝戦にコマを進めた。

## 決勝
| VfBライプツィヒ (1893年)                                    | 3 - 1    | デュイスブルガーSpV |
| ----------------------------------------------------------- | -------- | ------------------- |
| ペンドーフ 9分 · ペンプナー 15分 · ビュッシャー 60分 (o.g.) | レポート | フィッシャー 75分   |

| VfBライプツィヒ |  |                              |  |
|                 |  |                              |  |
|                 |  | ヨハネス・シュナイダー       |  |
|                 |  | アルフレート・ヘアマン       |  |
|                 |  | エドゥアート・ペンドーフ     |  |
|                 |  | パウル・ミヒェル             |  |
|                 |  | クアト・ヘッセ               |  |
|                 |  | ヴィリー・フェルカー         |  |
|                 |  | ヨハネス・フェルカース       |  |
|                 |  | ゲオーク・リヒター           |  |
|                 |  | パウル・ペンプナー           |  |
|                 |  | アーダルバート・フリードリヒ |  |
|                 |  | ハンス・ドルゲ               |  |
| 監督            |  |                              |  |
|                 |  |                              |  |

| デュイスブルガーSpV |  |                              |  |
|                     |  |                              |  |
|                     |  | オットー・ブルックシェン     |  |
|                     |  | アーダム・シェーファー       |  |
|                     |  | ヘアマン・クリンカース       |  |
|                     |  | ヴィリ・シュッテン           |  |
|                     |  | ハインツ・ルーデヴィヒ       |  |
|                     |  | コーネリウス・ビュッシャー   |  |
|                     |  | ヘアマン・シュタインハウアー |  |
|                     |  | ゼバスティアン・クヴァトラム |  |
|                     |  | ヴァルター・フィッシャー     |  |
|                     |  | ハインリヒ・フィッシャー     |  |
|                     |  | アントン・ボンガーツ         |  |
| 監督                |  |                              |  |
|                     |  |                              |  |

|  |  |

VfBライプツィヒは5回目、デュイスブルガーSpVは初の決勝進出である。強い雨が降りしきる悪天候の中、ライプツィヒは9分にエドゥアルト・ペンドルフのPKで先制、約15分後にはパウル・ペンプナーが追加点を挙げ、2-0のリードで前半を終えた。60分にデュイスブルクのコルネリウス・ビュッシャーがオウンゴールを犯し、3-0。75分ハインリヒ・フィッシャーが一点を返すも、VfBライプツィヒが3-1のリードを守って勝利。第一次世界大戦前の最多記録となる、3回目のドイチェ・マイスターシャフト制覇を成し遂げた。

## VfBライプツィヒのマイスターマンシャフト
| VfBライプツィヒ        | |
| Wappen des VfB Leipzig | - GK: ヨハネス・シュナイダー (3試合/-得点) - DF: アルフレート・ヘアマン (3/-), ヴィリー・フェルカー (3/-) - MF: クアト・ヘッセ (c) (3/-), パウル・ミヒェル (3/-), エドゥアート・ペンドーフ (3/1) - FW: ハンス・ドルゲ (3/2), アーデルバート・フリードリヒ (3/-), パウル・ペンプナー (3/5), ゲオアク・リヒター (3/1), ヨハネス・フェルカース (3/1) - 監督: – |

## 得点ランキング[7]
| 選手 | 選手                         | クラブ                                   | 出場数 | 得点数 |
| ---- | ---------------------------- | ---------------------------------------- | ------ | ------ |
| 1.   | パウル・ペンプナー           | VfBライプツィヒ                          | 3      | 5      |
| 2.   | ヴィリ・ヴォアピツキー       | ベルリナーTuFCヴィクトリア89             | 2      | 3      |
| 3.   | エーリヒ・アーント           | ベルリナーTuFCヴィクトリア89             | 2      | 2      |
| 3.   | ハインリヒ・フィッシャー     | デュイスブルガーSpV                      | 2      | 2      |
| 5.   | ハンス・ドルゲ               | VfBライプツィヒ                          | 3      | 2      |
| 6.   | ルドルフ・アーホーン         | FCシュトゥットガルター・キッカース       | 1      | 1      |
| 6.   | フーゴー・フィック           | FVホルシュタイン・キール                 | 1      | 1      |
| 6.   | Kluger                       | SVプルシア＝ザムラント・ケーニヒスベルク | 1      | 1      |
| 9.   | アントン・ボンガーツ         | デュイスブルガーSpV                      | 2      | 1      |
| 9.   | ヘルムート・レープナック     | ベルリナーTuFCヴィクトリア89             | 2      | 1      |
| 11.  | ヴァルター・フィッシャー     | デュイスブルガーSpV                      | 3      | 1      |
| 11.  | エドゥアート・ペンドーフ     | VfBライプツィヒ                          | 3      | 1      |
| 11.  | ゲオーク・リヒター           | VfBライプツィヒ                          | 3      | 1      |
| 11.  | ヘアマン・シュタインハウアー | デュイスブルガーSpV                      | 3      | 1      |
| 11.  | ヨハネス・フェルカース       | VfBライプツィヒ                          | 3      | 1      |